# 欧州サッカー通信
欧州サッカー通信（おうしゅうサッカーつうしん）は、クワトロメディアによって運営されていた欧州サッカー専門の携帯電話向けウェブサイトである。その後、SOCCER KING+と改称し、フロムワンが発行する『ワールドサッカーキング』誌と連動した情報提供を行っていたが、2014年10月31日付けで配信を終了した。

## 概要
i-mode、ezweb、Yahoo!ケータイで閲覧可能な携帯電話公式サイト。欧州サッカーに特化し、プレミアリーグ、リーガ・エスパニョーラ、セリエA、ブンデスリーガの4大リーグの他、ロシアプレミアリーグ、ポルトガルスーペル・リーガなど欧州全域のサッカー情報を配信している。

## 歴史
- 2001年9月 - J-スカイ向け「欧州サッカー通信」配信開始[2]。
- 2002年12月 - vodafone向け「欧州サッカー通信」配信開始。
- 2004年12月 - i-mode向け「欧州サッカー通信」配信開始。
- 2006年4月 - フロムワンとの共同でウィルコム向け「欧州サッカー通信」の配信開始[3]。
- 2014年10月 - 配信終了[1]。
- 2014年12月 - クワトロメディアが日本デジタル配信に合併[4]。

## コンテンツ概略
- 欧州サッカー最新ニュース
- Photoニュース
- 最新移籍ニュース
- 移籍情報一覧
- 欧州各国リーグの選手名鑑
- 最新試合プレビュー
- 最新試合レビュー
- スコア速報
- リアルタイムのスコア速報
- ライブ中継
- 最新ゴールムービー
- 過去のスーパースター動画
- 欧州サッカーレポート
- 注目選手インタビュー
- ゴシップDEカルチョ
- お題に一言(掲示板)
- 編集部ブログ
- サッカーに関連した着信メロディ
- FLASHゲーム